# Дик, Джон
Джон Эдгар Дик (англ. John Edgar Dick; род. 1957) — канадский онколог, специалист по лейкозам, пионер исследований раковых стволовых клеток, в 1990-е впервые идентифицировавший их.
Член Канадского (2004) и Лондонского (2014) королевских обществ, иностранный член НАН США (2025), доктор философии, старший научный сотрудник Princess Margaret Cancer Centre и McEwen Centre for Regenerative Medicine, профессор Торонтского университета, директор программы Ontario Institute for Cancer Research, состоит Canada Research Chair.
Степень доктора философии по микробиологии и биохимии получил в Манитобском университете.
Член Академии Американской ассоциации исследований рака (2016).

## Награды и отличия
- Robert L. Noble Prize[англ.] (2000)
- William Dameshek Prize, American Society of Hematology[англ.] (2005)
- Clowes Prize, American Association for Cancer Research[англ.] (2008)
- E. Donnall Thomas Lecture and Prize, American Society of Hematology (2009)
- Award for Outstanding Achievements in Cancer Research, Canadian Cancer Research Alliance (2013)
- Tobias Award Lecture, International Society for Stem Cell Research[англ.] (2017)[8]
- Gold Leaf Award for Discovery, Canadian Institutes of Health Research[англ.] (2017)[9]
- Keio Medical Science Prize[англ.] (2017)[10]
- ISSCR Award for Innovation (2019)